# Guillermo Vecchio
Guillermo Edgardo Vecchio (Buenos Aires, 9 marzo 1961) è un allenatore di pallacanestro argentino.

## Carriera
Ha guidato l'Argentina ai Campionati mondiali del 1994 e alle Olimpiadi di Atlanta 1996. Ha inoltre allenato le nazionali di Venezuela, Messico, Panama, Cile.